# 竹内実生
竹内 実生（たけうち みお、1985年3月8日 - ）は日本の女優、歌手、声優、タレント。
徳島県出身。かつてはサンズエンタテインメントに所属していた。

## 略歴
2001年、スーパー戦隊シリーズ『百獣戦隊ガオレンジャー』において、大河冴 / ガオホワイト役で女優デビューを果たした。
その後、2002年に『おはスタ』の出演を経て、グラビア、テレビドラマなどで活動。渡部麻由、瀬戸早妃とのアイドル・ユニット「ストロベリー」を結成して自らリーダーを務めるなどの活躍も行なっていたが、2003年に芸能活動を休止。2011年頃からアパレル会社に勤務している。
芸能活動を休止した背景や理由について本人は、ガオレンジャー終了後のグラビア関係などでの活躍を期待する周りからのプレッシャーなど、これからの芸能生活でやっていくのが不安だったとコメントしている。同時にエステ関係の専門学校に通っていたことも明かしている。
2008年5月、新宿ロフトプラスワンにて開催されたエア・ギター日本大会第1回東京予選にて司会を担当した。
2011年4月、340 presents「我吠十年祭」に出演した。
2017年にスマートフォンゲーム「スターレット」にて行われた「第2主題歌"歌い手"オーディション」にて一般人として優勝。その後、同ゲームのキャラクター「ミーナ」役の声、およびCMに出演した。
2021年に和歌山県の和歌山マリーナシティの中にあるアドベンチャーホールで開催された、「機界戦隊ゼンカイジャーVS百獣戦隊ガオレンジャーバトルステージ」にて、ガオホワイト本人の声を演じた。
現在は、一児の母になっており息子がいる。

## 出演

### テレビドラマ
- スーパー戦隊シリーズ
  - 未来戦隊タイムレンジャースペシャル スーパー戦隊大集合（2001年2月11日、テレビ朝日） - ガオホワイトの声 役
  - 百獣戦隊ガオレンジャー（2001年2月18日 - 2002年2月10日、テレビ朝日） - 大河冴 / ガオホワイト 役
- Pな彼女（2002年、TBS）第3シリーズ「最後の夏休み」に出演
- R#（ルームナンバー）（2003年、テレビ朝日） - 第1回放送分・ミオ役

### バラエティ
- おはスタ（2002年、テレビ東京）

### 映画
- 劇場版 百獣戦隊ガオレンジャー 火の山、吼える（2001年、東映） - 大河冴 / ガオホワイト 役

- 爆転シュート ベイブレード THE MOVIE 激闘!!タカオVS大地（2002年） - アヤカ役（声の出演）

### ビデオ・DVD
- スーパー戦隊シリーズ
  - 百獣戦隊ガオレンジャーVSスーパー戦隊（2001年、東映ビデオ） - 大河冴 / ガオホワイト 役
  - 百獣戦隊ガオレンジャー スーパービデオ 対決!ガオレンジャーVSガオシルバー 炎のピヨちゃんたんじょう!（2001年、講談社） - 大河冴 役
  - 忍風戦隊ハリケンジャーVSガオレンジャー（2003年、東映ビデオ） - 大河冴 / ガオホワイト 役

### コマーシャル
- トミー「ビフィー」
- 山之内製薬「マキロン」
- AiiA Corporation「スターレット（Hero ミーナ編・Hero 劇団ひとり編）」

### ゲーム
- 百獣戦隊ガオレンジャー（2001年）ガオホワイト役
- スターレット（2017年、AiiA Corporation）ミーナ役

## 作品

### CD
| 発売日         | 楽曲タイトル                                                        | アーティスト名義 | 収録アルバム                                     | 最高 順位 |
| -------------- | ------------------------------------------------------------------- | --- | ------------------------------------------------ | --------- |
| 2002年11月21日 | 大空への階段                                                        | ガオレンジャー ［ガオレッド（金子昇）、ガオイエロー（堀江慶）、ガオブルー（柴木丈瑠）、 ガオブラック（酒井一圭）、ガオホワイト（竹内実生）］                            | 忍風戦隊ハリケンジャー VS 百獣戦隊ガオレンジャー | -位       |
| 2002年11月21日 | ガオレンジャー吼えろ!! ［オールキャスト・スペシャル・ヴァージョン］ | ガオレンジャー&山形ユキオ ［ガオレンジャー：獅子走（金子昇）、鷲尾岳（堀江慶）、鮫津海（柴木丈瑠）、 牛込草太郎（酒井一圭）、大河冴（竹内実生）、大神月麿（玉山鉄二）］ | 忍風戦隊ハリケンジャー VS 百獣戦隊ガオレンジャー | -位       |

- GREEN TEARS（2001年、インディペンデントレーベル）[7]
- Hero（2017年4月19日、「Starlet」収録）、ミーナ（cv竹内実生）名義[8]。

### ビデオ・DVD
- バニラコレクション vol.3 竹内実生（2001年、メディアバンク）
- ストロベリー聖書（バイブル）3 〜DESTINATION〜（2002年、ユニバーサルミュージック）
- ストロベリー聖書 SPECIAL（2003年、ユニバーサルミュージック）
- mi-tan（2003年、ラインコミュニケーションズ）
- My Room（2003年、GPミュージアムソフト）

### 写真集
- Picnic on Holiday（2002年2月25日、近代映画社、撮影：小塚毅之）ISBN 978-4764819610

### 関連書籍
- 東映特撮ヒロイン写真集 （2004年、徳間書店） 大河冴としての掲載
- 電撃ホビーマガジン（メディアワークス）コラム「みーたんのぷにぷににくきゅうがお!倶楽部」を連載